# Chiesa dell'Itria (Castelbuono)
La chiesa dell'Itria è un edificio religioso di Castelbuono. È collocata nel corso principale della città, è dedicata a Maria Odigitria e fu eretta nel XVI secolo.

## Descrizione
L'esterno parrebbe romanico e tradisce uno schema tipico delle chiese minori castelbuonesi: la facciata unica e rettangolare con campanile svettante (era questo l'aspetto anche della vicinissima chiesa di Sant'Antonio abate e ancora oggi di San Nicola). Il portale d'ingresso fu decorato nel 1600 con le volute e le statue, dette "Babbi i l'itria" per la loro somiglianza espressiva con i personaggi del presepe e raffiguranti San Pietro, San Paolo e al centro il mezzo busto di Sant'Anna.
L'interno della chiesa è rialzato mediante una serie di scalini ed è ad aula. Alle pareti quattro altari laterali custodiscono tele di autori locali raffiguranti momenti della vita di Maria. L'altare maggiore, nella sua pomposità barocca, è il sunto di tutte le decorazioni a stucco bianco-dorato che si rincorrono tra le pareti. Al centro di questa grande cornice di volute e ghirigori spicca la tela raffigurante la Madonna Odigitria attribuita a Gaspare Vazzano, detto lo Zoppo di Gangi, opera risalente al 1586. La tela raffigura sapientemente due anziani religiosi nell'atto di portare sulle spalle una grande cassa da cui emerge a mezzo busto la Madonna con il bambino in braccio, tema iconografico tipico delle prime raffigurazioni basiliane.